# Oulches
Oulches é uma comuna francesa na região administrativa do Centro, no departamento Indre. Estende-se por uma área de 44 km². Em 2010 a comuna tinha 412 habitantes (densidade: 9,4 hab./km²).